# Aphis viridissima
Aphis viridissima är en insektsart. Aphis viridissima ingår i släktet Aphis och familjen långrörsbladlöss. Inga underarter finns listade i Catalogue of Life.